# Parasyte (2014)
Parasyte ist ein japanischer Film des Regisseurs Takashi Yamazaki aus dem Jahr 2014, basierend auf den gleichnamigen Manga von Hitoshi Iwaaki. Der Film kam am 29. November 2014 in die japanischen Kinos. Im Jahr 2015 erschien die Fortsetzung Parasyte 2.

## Inhalt
Mysteriöse Aliens beginnen plötzlich ihre Invasion der Erde. Die Aliens dringen in die Gehirne der Menschen ein und infizieren sie damit. Einer von ihnen versucht, in das Gehirn des Highschool-Schülers Shinichi Izumi einzudringen, jedoch infiziert das Alien seine rechte Hand. Dank dieser Art des Eindringens behält Shinichi im Gegensatz zu den anderen Opfern sein menschliches Bewusstsein. Nach seinem Schock freundet sich Shinichi mit dem Parasiten an und nennt ihn „Migi“. Die Parasiten terrorisieren die Menschheit, indem sie sie heimlich als Nahrungsquelle nutzen. Shinichi selbst muss sich gegen die Parasiten wehren, die davon angewidert sind, dass sein Körper ebenfalls das menschliche Bewusstsein aufweist. Einer der Parasiten besitzt auch Shinichis Lehrerin Ryoko Tamiya. Jedoch ist Tamiya viel vernünftiger und interessiert sich dafür, die Lebensweise der Menschen zu studieren. Ein Parasit namens Mr. A. erklärt, dass Tamiya ein Baby im Bauch trägt. Obwohl die beiden Parasiten sind, ist das Baby menschlich. Plötzlich greift Mr. A Shinichi an. Shinichi kann sich erfolgreich wehren und verletzt den Parasiten schwer. Der verwundete Parasit flüchtet und überträgt sein Bewusstsein auf Shinichis Mutter Nobuko. Als Nobuko nach Hause zurückkehrt, verletzt sie Shinichi tödlich. Migi schafft es, ihn zu retten, indem er seine Essenz verwendet, um sein Herz zu erneuern, wobei er in Shinichis gesamten Körper mit Migis Partikeln infiziert. Seitdem beginnt Shinichis Persönlichkeit mit der von Migi zu verschmelzen und er wird apathisch gegenüber Emotionen. Dies führt zu Shinichis Entfremdung von seiner Freundin Satomi Murano.
In der Zwischenzeit kandidiert ein Untergebener von Tamiya namens Takeshi Hirokawa für das Bürgermeisteramt. Ein weiterer Parasit namens Hideo Shimada wechselt zu Shinichis Schule und verhält sich zunächst freundlich, aber als ein Schüler seine wahre Identität entdeckt, massakriert er die Schüler. Shinichi ist in der Lage, Shimada zu töten. Tamiya gibt Shinichi den Aufenthaltsort der bessenen Nobuko. Bei ihrem Treffen kann Nobuko das Bewusstsein ihres Parasiten lange genug überwinden, damit Shinichi sie sicher töten kann. Der Epilog beschreibt Hirokawas erfolgreiche Kandidatur für das Bürgermeisteramt, zudem wird ein mysteriöser Parasit namens Goto gezeigt.

## Produktion und Veröffentlichung
Regie führte Takashi Yamazaki und die Drehbücher schrieben Ryota Kosawa und Takashi Yamazaki. Die Musik komponierte Naoki Satō und für die Kameraführung war Shoichi Ato verantwortlich. Für den Schnitt verantwortlich war Junnosuke Hogaki. Der Film wurde am 30. Oktober 2014 beim 27. Tokyo International Film Festival gezeigt. Danach kam der Film am 29. November 2014 in die japanischen Kinos. Am 28. Oktober 2016 erschien der Film in einer ungekürzten Fassung mit der Altersfreigabe ab 16 Jahren in Deutschland.

## Synchronisation
| Figur            | Schauspieler (Original) | Deutscher Synchronsprecher |
| ---------------- | ----------------------- | -------------------------- |
| Shin’ichi Izumi  | Shouta Sometani         | Sebastian Kluckert         |
| Migi             | Sadao Abe               | Felix Spieß                |
| Satomi Murano    | Ai Hashimoto            | Lina Rabea Mohr            |
| Goto             | Tadanobu Asano          | Matthias Deutelmoser       |
| Ryōko Tamiya     | Eri Fukatsu             | Nadine Zaddam              |
| Detective Hirama | Jun Kunimura            | Hans Hohlbein              |

## Rezeption
Mark Schilling von The Japan Times gab dem Film 3,5 von 5 Sternen und sagte: „Ich kann mich nicht als Fan des Mangas bezeichnen, aber die Verfilmung von ‚Parasyte‘, die zwischen schwarzem Humor und ernsthaftem Sci-Fi/Horror liegt.“ Peter Debruge von Variety meinte in seiner positiven Kritik, dass der Film eine unterhaltsame neue Iteration in der Kategorie Body-Horror ist. Christopher O’Keeffe von Twitch Film bewertete den Film schlecht und sagte, dass sich die Handlung des Films nur langsam vorantreibt. Außerdem mangele es dem Film an Action und schaffe es nicht, für sich allein zu stehen.